# Luciano Darderi
Luciano Taddeo Darderi (Villa Gesell, Buenos Aires, Argentina; 14 de febrero de 2002) es un tenista profesional italiano nacido en Argentina.

## Carrera profesional
Su mejor ranking en individuales fue la posición N°34 el 17 de junio de 2024. Ganó un título ATP.
Hizo su debut en un cuadro principal de la ATP en el Torneo de Córdoba 2023, después de pasar la clasificación perdió en segunda ronda ante Sebastián Báez en dos set.

### 2024

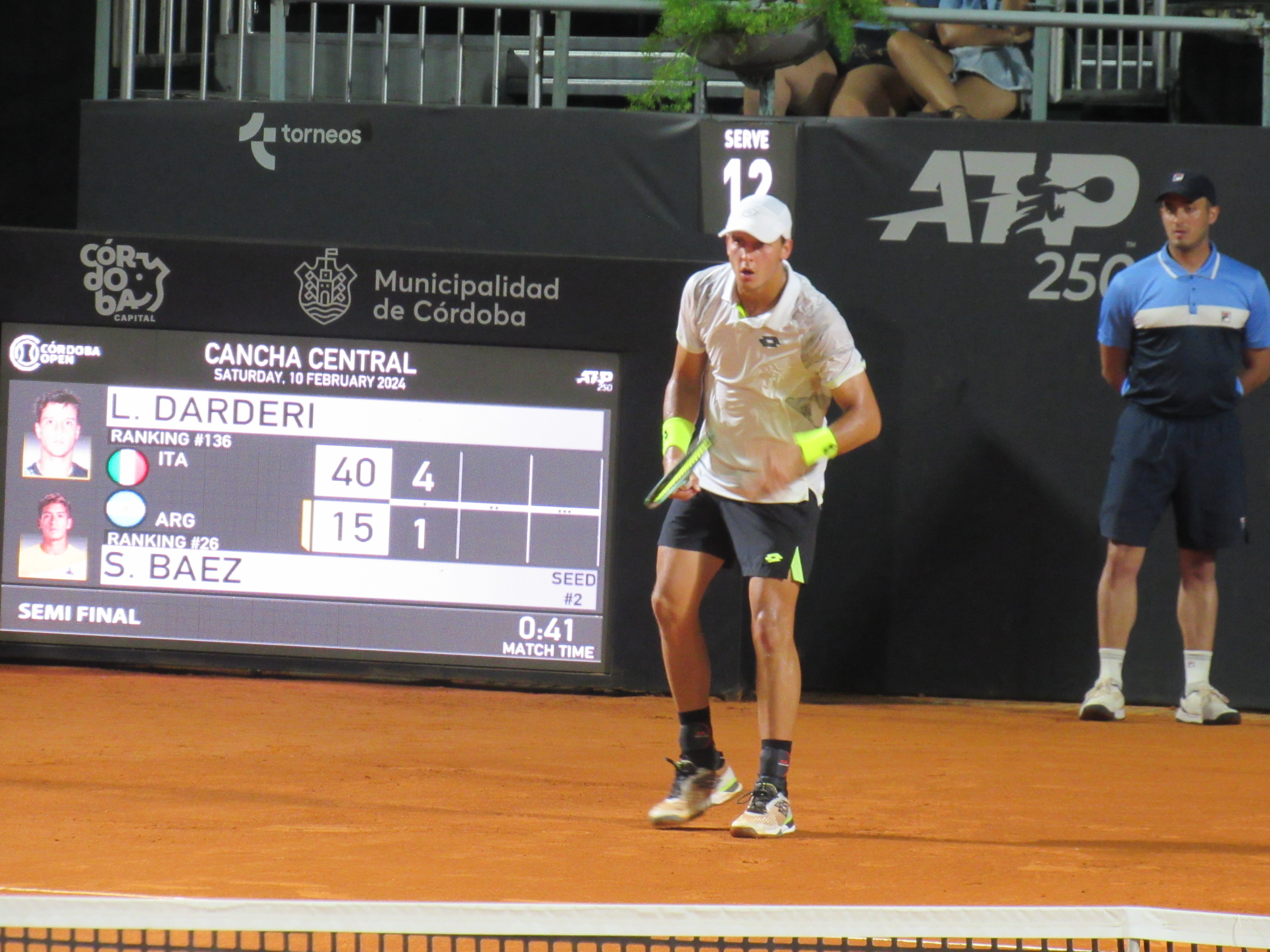
Darderi en las semifinales del Córdoba Open 2024, donde obtuvo su primer título ATP

Obtuvo su primer título ATP en Córdoba 2024 viniendo desde la clasificación venciendo en el cuadro principal a Tomás Barrios, Sebastián Ofner, Yannick Hanfmann, Sebastián Báez y Facundo Bagnis. Esta actuación le permitió entrar al top 100 por primera vez. siendo el N° 76 del mundo

## Títulos ATP (4; 4+0)

### Individual (4)
| Leyenda                   |
| Grand Slam (0)            |
| ATP Tour Finals (0)       |
| ATP Tour Masters 1000 (0) |
| ATP Tour 500 (0)          |
| ATP Tour 250 (4)          |

| N.º | Fecha                 | Torneo    | Superficie    | Oponente en la final | Resultado      |
| --- | --------------------- | --------- | ------------- | -------------------- | -------------- |
| 1.  | 11 de febrero de 2024 | Córdoba   | Tierra batida | Facundo Bagnis       | 6-1, 6-4       |
| 2.  | 6 de abril de 2025    | Marrakech | Tierra batida | Tallon Griekspoor    | 7-6(3), 7-6(4) |
| 3.  | 20 de julio de 2025   | Bastad    | Tierra batida | Jesper de Jong       | 6-4, 3-6, 6-3  |
| 4.  | 26 de julio de 2025   | Umag      | Tierra batida | Carlos Taberner      | 6-3, 6-3       |

## Clasificación histórica
| Australian Open             | Q3  | Q1  | 0 / 0 | 0-0 |
| Roland Garros               | Q1  | 2R  | 0 / 1 | 1-1 |
| Wimbledon                   | Q1  | 2R  | 0 / 1 | 1-1 |
| US Open                     | -   | 1R  | 0 / 0 | 0-0 |
| Total G-P                   | 0-0 | 2-3 | 0 / 3 | 2-3 |
| ATP World Tour Finals       | -   | -   | 0 / 0 | 0-0 |
| ATP World Tour Masters 1000 |     |     |       |     |
| Miami                       | -   | 1R  | 0 / 1 | 0-1 |
| Madrid                      | -   | 2R  | 0 / 1 | 1-1 |
| Roma                        | Q1  | 3R  | 0 / 1 | 2-1 |
| Canadá                      | -   | 1R  | 0 / 1 | 0-1 |
| Total G-P                   | 0-0 | 3-4 | 0 / 4 | 3-4 |
| ATP Tour 500                |     |     |       |     |
| Hamburgo                    | -   | CF  | 0 / 1 | 2-1 |
| Total G-P                   | 0-0 | 2-1 | 0 / 1 | 2-1 |

## Challengers y Futures

### Individuales
| Leyenda (Sencillos) |
| ------------------- |
| Challengers (3)     |
| Futures (2)         |

### Individuales (5)
| N.° | Fecha      | Torneo                | Superficie    | Oponente en la final       | Resultado         |
| --- | ---------- | --------------------- | ------------- | -------------------------- | ----------------- |
| 1.  | 14.06.2021 | M15 Monastir          | Dura          | Santiago Rodríguez Taverna | 6–3, 7–5          |
| 2.  | 16.08.2021 | M15 Monastir          | Dura          | Duarte Vale                | 2–6, 2–6          |
| 3.  | 19.08.2023 | Challenger de Todi    | Tierra batida | Clément Tabur              | 6-4, 6-7 (5), 6-1 |
| 4.  | 12.11.2023 | Challenger de Lima    | Tierra batida | Mariano Navone             | 4-6, 6-3, 7-5     |
| 5.  | 16.06.2024 | Challenger de Perugia | Tierra batida | Sumit Nagal                | 6-1, 6-2          |

### Dobles (4)
| N.° | Fecha                 | Torneo                     | Superficie    | Pareja             | Oponentes en la final                      | Resultado        |
| --- | --------------------- | -------------------------- | ------------- | ------------------ | ------------------------------------------ | ---------------- |
| 1.  | 23 de octubre de 2021 | Challenger de Buenos Aires | Tierra batida | Bautista Torres    | Hernán Casanova Santiago Rodríguez Taverna | 7-6(5), 7-6(10)  |
| 2.  | 28 de mayo de 2022    | Challenger de Vicenza      | Tierra batida | Francisco Comesaña | Matteo Gigante Francesco Passaro           | 6-3, 7-6(4)      |
| 3.  | 18 de junio de 2022   | Challenger de Parma        | Tierra batida | Fernando Romboli   | Denys Molchanov Igor Zelenay               | 6-2, 6-3         |
| 4.  | 25 de junio de 2022   | Challenger de Milán        | Tierra batida | Fernando Romboli   | Diego Hidalgo Cristian Rodríguez           | 6-4, 2-6, [10-5] |